# Prusiana hercules
Prusiana hercules är en fjärilsart som beskrevs av Paul Mabille 1889. Prusiana hercules ingår i släktet Prusiana och familjen tjockhuvuden. Inga underarter finns listade i Catalogue of Life.